# 動物保護法
《動物保護法》（簡稱動保法），是中華民國為順應世界動物保護潮流，且杜絕遊蕩犬貓造成之衛生問題，於1998年11月4日訂定的法規。

## 立法過程
1994年5月5日，中華民國行政院農委會完成《動物保護法》草案。1995年1月，農委會提出當年度訂立《動物保護法》的計畫，但行政院卻表示無急迫需要而刪除計畫，農委會遂號召專家及保育團體討論以提出申覆，關懷生命協會理事長釋昭慧法師並表示若政府怠職民間可代勞提出法案。同年10月8日，臺北市政府暫停捕狗1日並舉辦動保遊行，以敦促中央盡速完成《動物保護法》。
1997年6月22日動物保護團體發起「萬人簽名催生動保法活動」，由藝人譚艾珍、林志穎及立法委員沈富雄、蔡正揚、錢達等人帶頭簽名，僅僅2、3小時，就已募集到1萬餘封支持信。同年9月22日，立法院經濟委員會首次審查「動物保護法草案」。
1998年，臺北市長候選人馬英九與王建煊均鼓吹政府應盡速通過動物保護法，甚至國際影星史蒂芬席格與成龍也加入為台灣流浪動物請命的行列。1998年10月13日，立法院終於三讀通過動保法。